# 中井庄五郎
中井 庄五郎（なかい しょうごろう、弘化4年4月23日（1847年6月6日） - 慶応3年12月7日（1868年1月1日））は野尻の十津川郷士で中井秀助の三男。仲井とも書く。名は義高。尊皇攘夷派であった。

## 人物
坂本龍馬と交流があり、龍馬が暗殺された敵討ちとして、容疑者の一人であった三浦休太郎を三浦が利用していた天満屋を襲撃した際に討ち死にした（天満屋事件）。

## 経歴

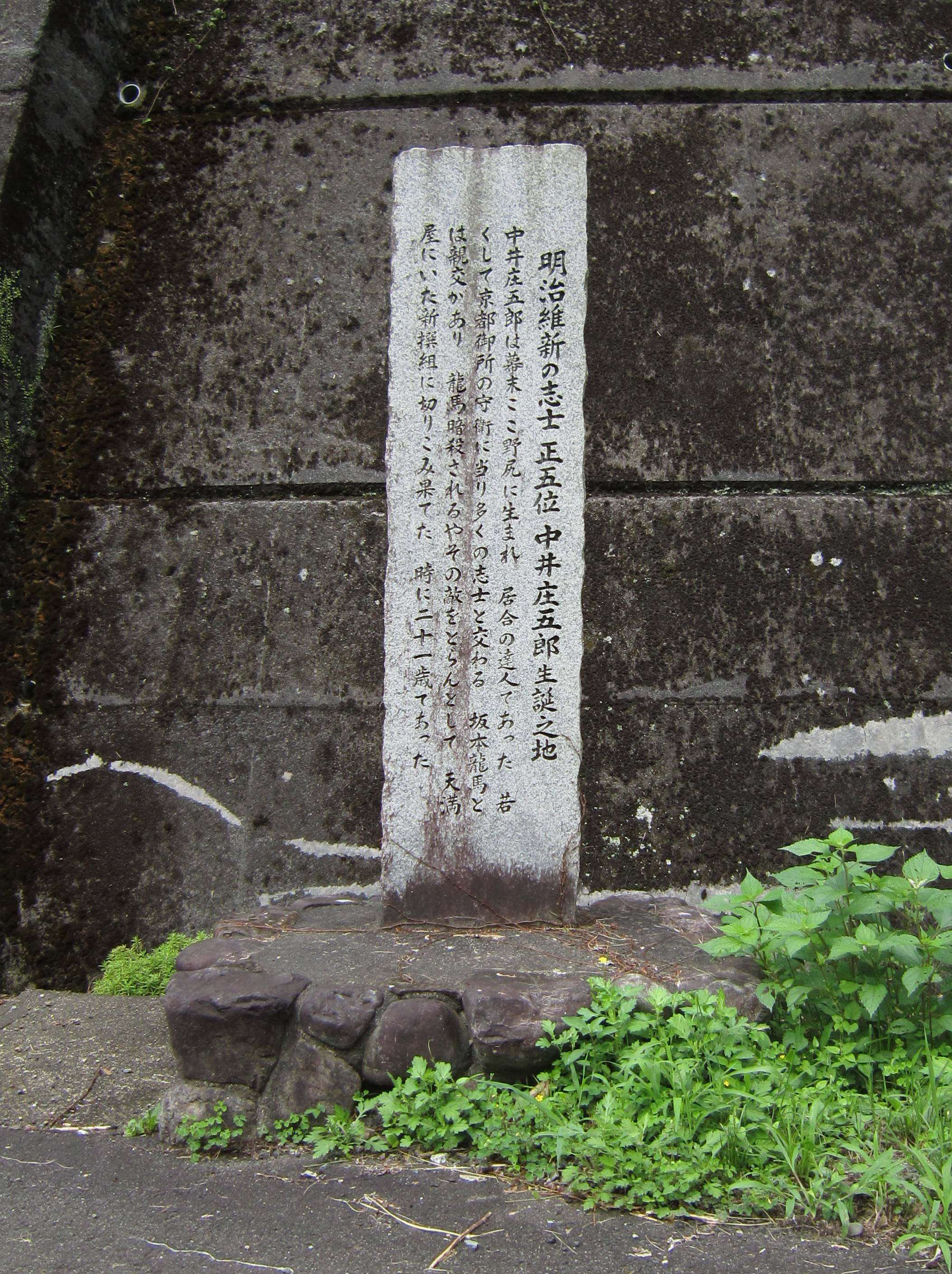
奈良県十津川村にある生誕地碑

弘化4年（1847年）4月23日、十津川野尻郷の郷士・中井秀助の三男に生まれる。生まれたときから全身毛に覆われていたらしい。少年時代もその影響で周りの子供から「ひげ男」「熊」などとあだ名された。幼少時から剣術をやり（どこで誰に教わったかは不明）、田宮流抜刀術を学んだ。
文久3年（1863年）、かねて親交のあった同じく十津川郷士の上平主税に連れられて上京し、十津川郷士による御所警衛に参加。そのとき多数の尊皇攘夷志士と交わり、自らも尊皇攘夷思想を持つ。慶応元年（1865年）、一旦帰郷していたが、十津川に剣術教授の為に在郷していた土佐藩士、那須盛馬に剣術の腕を認められ、共に再び上京。慶応2年（1866年）、長州藩士品川弥二郎に長州藩士の村岡伊助を討つよう依頼され、同十津川郷士の前岡力雄と共にこれを討ち、功績が称えられ、長州藩から長刀が贈呈された。
同年に京の寺田屋で坂本龍馬と時勢を論じ合った。ここで中井はまだ20歳であった自分と対等に話をしてくれた龍馬に感激した（当時龍馬は30歳）。このことで中井は周囲の人々に「かれの為ならいつでも死ねる。」と語っていたという。慶応3年（1867年）1月7日、京で那須の護衛を務めているとき、二人とも泥酔状態していたが、四条大橋にて同じく泥酔していた新選組隊士と見られる複数人(中井庄五郎の証言による)に遭遇して斬り合いとなり、那須は軽症を負うものの、中井は間一髪の所で無事だった。
同年11月15日、京の近江屋で龍馬が何者かによって暗殺される（近江屋事件）。それを知った海援隊残党の陸奥陽之助（のち宗光）らはこの事件は同年起きた伊呂波丸事件で龍馬に多額の賠償金を支払うことになった紀州藩公用人の三浦休太郎の恨みによる犯行だとして、海援隊・陸援隊の志願者と共に三浦を討つことを決めた。中井は龍馬に親交があった為、この討ち入りに参加した。一方、三浦は身の危険を察し、会津藩を経由して新選組に警護を依頼していた。同年12月7日、三浦及び新選組の護衛隊数人は、油小路通花屋町下ルの旅宿天満屋に止宿して、宴会を行っているところを陸奥らが討ち入った。一番乗りの中井は、部屋に入るなり、三浦に「三浦氏は其許か」と言って斬りつけ、陸奥が率いる海援隊・陸援隊が突撃し、新選組と斬り合いになった（天満屋事件）。中井は奮闘したが、新選組隊士に斬りつけられて討ち死にした。享年21。
維新後、天満屋に中井庄五郎殉難の碑（京都市下京区油小路）が立てられた。大正4年（1915年）贈従五位。墓は東山霊山墓地にある。